# Jan z Boskovic
Jan z Boskovic († 1. srpna 1589 Praha) byl moravský šlechtic a poslední příslušník moravskotřebovské větve pánů z Boskovic. Za vlády císaře Rudolfa II. zastával úřad nejvyššího zemského sudího Moravského markrabství.

## Život

### Dětství a mládí
Jan se narodil jako druhorozený syn Ladislava Velena z Boskovic a Bohunky z Lipé. Podle knihy Aloise Vojtěcha Šembery se narodil roku 1546. V roce 1557 byl ještě neplnoletý a při jednání zemského soudu jej zastupoval starší bratr Václav (1541–1569). V září tohoto roku se Jan zapsal ke studiu na vídeňské univerzitě. Po otci zdědil zábřežské a sovinecké panství. Po smrti bratra Václava se jeho majetek rozšířil také o moravskotřebovské a rudské panství. Než dosáhl plnoletosti spravovali panství jeho poručníci, kterými byli Václav z Boskovic a na Bučovicích, po jeho smrti pak Albrecht z Boskovic.

### Politika
Jako podporovatel Jednoty bratrské byl v roce 1578 součástí poselstva k císaři Rudolfu II., s žádostí k upuštění od pronásledování českých bratří. Jeho manželkou byla Jenovefa z Liechtensteinu († 1. 12. 1588), dětí se ale nedočkal. Od roku 1582 byl nejvyšším zemským sudím, kterým zůstal až do své smrti. Podobně jako jeho děd Kryštof z Boskovic vydal v roce 1584 pro důlní lokality na svých panstvích horní řád. I přes dobré hospodaření stoupaly náklady na těžbu, a tak musel Jan některé statky prodat, například roku 1578 prodal panství Sovinec Vavřinci Ederovi ze Šťávnice.

### Jan z Boskovic jako podporovatel umění

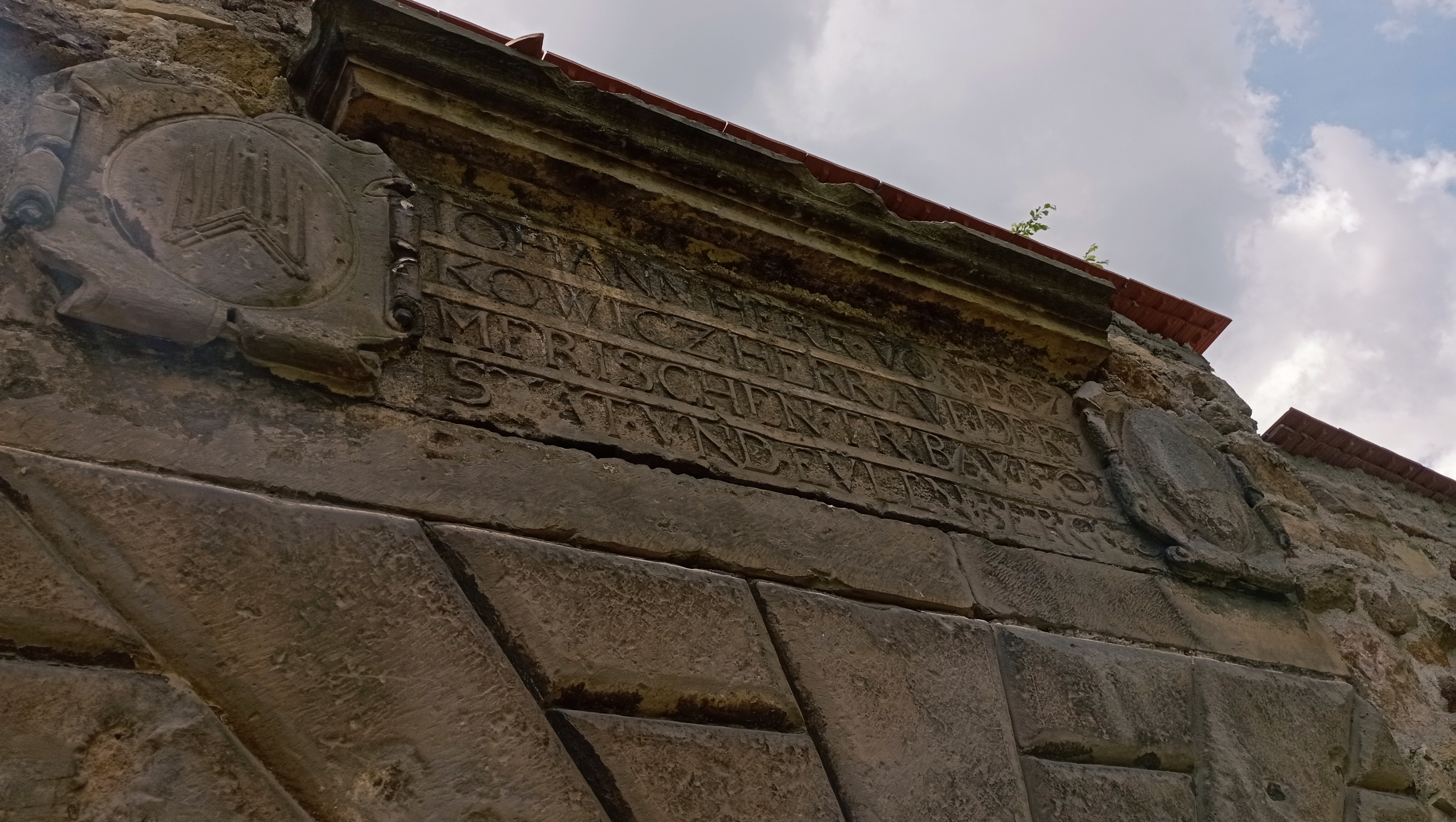
Portálek Jana z Boskovic

Za jeho života pokračoval také kulturní rozvoj sídelního města Moravská Třebová. Jan pozval do města malíře Pietra de Petriho, který je autorem Janova obrazu na pohřebním loži (autorství je ale sporné). Docházelo i k stavebním pracím na moravskotřebovském zámku, o čemž svědčí i portálek v zámecké zahradě. Ve městě se také usadil slavný zvonař Jan Benešovský.

### Závěr života
Jan se rozhodl rezignovat na složité rodové vztahy a dědictví rodu Boskovického a ještě před svou smrtí odkázal majetek synovi své sestry Kunky, Ladislavu Velenovi ze Žerotína. Jan z Boskovic zemřel 1. srpna 1589 v Praze. Jan byl u císařského dvora proto, že měl být jmenován nejvyšším zemským hejtmanem, toho se ale nedožil. Janem z Boskovic vymřela po meči nejstarší větev pánů z Boskovic, Boskovicko-Třebovská.